# Klara Dan von Neumann
Klára (Klari) Dán Von Neumann (Budapest, Hungría, 18 de agosto de 1911-San Diego, California, 10 de noviembre de 1963) fue una científica estadounidense pionera de la programación.

## Biografía
Nació en Budapest en agosto de 1911, hija de Károly - Karl Dán y Camila Stadler. Su padre había servido anteriormente en el ejército austrohúngaro como oficial durante Primera Guerra Mundial, y se mudaron a Viena para huir de Bela Kun. No regresaron a Hungría hasta que el régimen fue derrocado. Su familia era rica y solía organizar fiestas en las que Dán pudo conocer a mucha gente de diferentes ámbitos. 
Con 14 años, fue campeona nacional de patinaje artístico, y poco después fue enviada a estudiar a un internado a Inglaterra. 
Estuvo casada en cuatro ocasiones, y después de su segundo divorcio, se casó con John von Neumann en 1938. Posteriormente, contrajo matrimonio con Carl Eckart en 1958.
Murió en 1963 en extrañas circunstancias: tras abandonar una fiesta en honor a la ganadora del premio Nobel Maria Goeppert-Mayer, condujo desde su casa a la playa y se ahogó. Su cuerpo fue hallado en la playa de La Jolla. La policía consideró su muerte como un suicidio.

## Trayectoria profesional
Dán fue una de las primeras programadoras del mundo y ayudó a resolver problemas matemáticos usando código informático.
Escribió el código utilizado en la máquina MANIAC I desarrollada por John von Neumann y Julian Bigelow en el Laboratorio Nacional de Los Álamos. También estuvo implicada en el diseño de nuevos controles para la ENIAC y era una de sus principales programadoras.
Enseñó cómo programar a los científicos de aquella primera época. Escribió el prefacio de la influyente obra de John von Neumann Silliman Lectures, publicada póstumamente y más tarde editada y publicada por la editorial Yale University Press como "El ordenador y el cerebro".
Aparece como una figura relevante en el libro de historia de la computación "La catedral de Turing: Los orígenes del universo digital" de George Dyson.